# FeynArts
FeynArts — пакет для системы Mathematica, предназначенный для генерации и визуализации диаграмм Фейнмана.
Первоначально в 1990 году FeynArts был разработан для системы Macsyma Хагеном Экком (Hagen Eck) и Сеппом Кублбеком (Sepp Küblbeck) и умел генерировать диаграммы в рамках Стандартной Модели. Вскоре он был портирован на платформу Mathematica. В 1995 году Экк и Кублбек создали вторую версию, которая уже была полноценным генератором диаграмм самого общего назначения. Чтобы этого достигнуть были использованы новые идеи, такие, как генерация диаграмм на трёх уровнях общности. Работа над программой была подхвачена Томасом Хааном
(Thomas Hahn) в 1998 году. Была выпущена версия 2.2. Концептуальный каркас был сохранен, но код был переписан почти полностью, для достижения большей эффективности. Так же был добавлен редактор топологий, написанный на Java.
В текущей версии 3.2 воплощена новая система отрисовки диаграмм в PostScript и LaTeX, и полная поддержка графических возможностей Mathematica Frontend. Пакет стал полностью переносимым не только на разные версии иксов (X-server), но на не-unix системы (например windows).

## Возможности
- генерация диаграмм на трёх уровнях: обобщенные поля (векторные, спинорные), классы полей (нейтрино, заряженные лептоны), отдельные частицы (u-кварк, мюонное нейтрино).
- «из коробки» поддерживаются: Стандартная Модель (SM), Стандартная Модель с фоновыми полями (SMbgf), КХД (SMQCD), чистая КЭД, Минимальная Суперсимметричная Стандартная Модель (MSSM).
- программа для генерации правил Фейнмана прямо из лагранжиана
- вдобавок к обычным диаграммам FeynArts умеет генерировать диаграммы для контрчленов и блочные (скелетные) диаграммы.
- поддерживает модели с несохраняющимся числом фермионов
- допускаются вершины любой степени (а не только 3 и 4)
- поддерживаются смешанные пропагаторы (полувекторная-полускалярная частица), появляющиеся в не-Rxi-калибровке
- FeynArts генерирует диаграммы в PostScript или LaTeX в качестве, пригодном для публикаций
- генерирует аналитическую амплитуду для дальнейшей обработки

Первоначально FeynArts использовался в связке с FeynCalc, но в связи с низкой эффективностью последнего Томас Хаан разработал пакет FormCalc, который хоть и был пакетом для Mathematica, но всю самую сложную работу выполнял с помощью программы FORM.